# キリスト教終末論の相違点
キリスト教終末論の相違点（キリストきょうしゅうまつろんのそういてん）はクリスチャンによってあげられているヨハネの黙示録のキリスト教終末論の解釈の違いの総合的な概要である。違いは、一つのグループや他のグループによる単一主義を意味しない。

## ヨハネの黙示録の解釈

### 1章から19章の審判の章についての4つの解釈
過去主義
過去、1世紀に字通りのテキストは成就した。実際の出来事として。
部分的過去主義
ほとんどの黙示録の預言は1世紀に成就しているが、再臨と最後の審判は例外である。
完全過去主義
すべての預言は、再臨と最後の審判を含めてすべて1世紀に成就したとする。

未来主義
未来のある時点において文字通りの預言の成就が差し迫っている。
歴史主義
テキストは、文字通り事実というよりも、クリスチャンの歴史の期間に成就した。
理想主義
象徴的または文字通りの現在の継続的成就。霊的な出来事。

### 前千年王国説
千年の安息として知られている、字義通りの千年期の前にキリストが再臨する。人間社会と行いの漸次的な悪化と、終わりの時の政治と王国を通して悪が増大することが先行する。この学派は、ディスペンセーション主義患難期前携挙説・神の御怒り前 (Prewrath) 説と歴史的前千年王国説そして、患難期後携挙説、三つの意見に分かれている。

#### ディスペンセーション主義前千年王国説
キリストが彼の聖徒と空中で会うために戻ってこられるところの、七年間の患難に先行して、キリスト者の携挙が起こる。（天に挙げられる）。これは、患難に続いて起こる、反キリストが世界の支配者になるため起こる、オリーブ山へのキリストの戻り、ハルマゲドン、ユダヤ人に千年間のメシアの支配の結果、回復したエルサレムが中心になる。

#### 神の御怒り前・患難期中携挙説
教会の携挙は7年間の患難の途中に起こる。患難期中携挙説の意見は、携挙が患難期間の途中にあるという意見を持つ。
神の御怒り前 (Prewrath) 説は、神の怒りが諸国民に注がれる前に三年半の患難の途中で携挙が起こるという考えを持っている。

#### 歴史的前千年王国説
教会（キリストの体）の携挙は大患難の後に行われる。教会はキリストと空中で会うために携え挙げられ、教会はキリストと共に地に（文字通り・比喩的）千年の支配のために来る。

### 後千年王国説
千年期の後で、キリストの再臨が起こるという、この学派の考えは教会によって紹介された。この考えはまた二つの学派の解釈に分類される。

#### リバイバリスト後千年王国説
千年期は、成功した伝道の拡大に従って、漸次的なキリスト教信仰復興運動（リバイバル）に沿った、知られざる期間を表す。これらの努力は、キリストの再臨の先見である。

#### キリスト教再建主義者後千年王国説
成功した伝道と拡大を通して聖霊による諸国民の回心によりキリストは影響を増し、すべての国民がキリストの弟子となり、その過程で、政治・経済・芸術・文化あらゆる領域が聖書により改革され、偉大なキリスト教文明の実現の末にキリストが再臨し、歴史に幕が降りる。

### 無千年王国説
文字通りではない千年もしくは、キリストの初臨と再臨の間の長い期間。ヨハネの黙示録に描かれている千年間のキリストの支配は、父なる神の右に座っているキリストの支配として見られる。無千年王国説とリバイバリスト後千年王国説の間に明確な線を引くことは難しい。無千年王国説は、騒乱の増加によって、社会の悪化が続くと信じている。一方、後千年王国説は教会が、世界がさらに大きな義を形成していくことに影響を与えると信じている。

## 聖書解釈学の概観
- 契約神学
- ディスペンセーション主義
- 象徴的または神話的

## 黙示録へのアプローチ
裁き1章-19章

### 理想主義
黙示録は歴史的な文書また未来の預言を形作るものではない。しかし、その代わりに善と悪、サタンと神についての時間のない真理を教えている。

### 未来主義
歴史的また契約主義的な未来主義である。ディスペンセーション主義的未来主義とやディスペンセーション主義前千年王国説に反対するものである。

### 歴史主義
（マルティン・ルター、ジャン・カルヴァン、ジョセフ・メイデ、アイザック・ニュートン、ジョン・ギル、マシュー・ヘンリー、チャールズ・スポルジョンなどの終末論を参照）
黙示録は、1世紀から再臨までの教会の歴史の期間を描いている。黙示録の出来事は、生ける教会の時期通りの出来事を描いている。

### 過去主義
黙示録は、その時の預言であり、すべてまたはほとんど、初代教会の初期の時に成就している。特に、紀元70年の神殿とユダヤ民族の崩壊の時に集中している。
完全過去主義
すべてのキリスト教の預言は、キリストの再臨と信者の復活を含めて、1世紀に成就している。復活は、死後に霊的な体を受けたということにおいて成就している。
部分的過去主義
ほとんどの預言は1世紀に、イスラエルの裁きとしてのキリストの再臨を除いて、成就している。しかし、文字通りの再臨ではない。彼は、これから来て、文字通り死んだ信仰者を蘇らせる。

## 重要文献

### 無千年王国説
- ウィリアム・ヘンドリクセン著、鈴木英昭訳『死後と終末』つのぶえ社、1983年
- W・J・グリヤー『終わりの時』聖恵授産所、1983年

### ディスペンセーション主義
- ハル・リンゼイ著『地球最後の日』いのちのことば社 1970年、翻訳1973年
- 高木慶太・芦田拓也共著『これからの世界情勢と聖書の預言』いのちのことば社、1983年
- アルフレッド・T・イード著、久利英二訳『聖書パノラマ』いのちのことば社、1976年

### 一般
- R・ラドウィグソン著、舟喜晃子訳『終末に関する聖書の預言』聖書図書刊行会、1981年
- 岡山英雄『小羊の王国』いのちのことば社